# Episodi di Strega per amore (quarta stagione)
La quarta stagione di Strega per amore è andata in onda negli Stati Uniti d'America dal 16 settembre 1968 al 12 maggio 1969 sul canale statunitense NBC.
| nº | Titolo originale                                    | Titolo italiano                          | Prima TV USA      | Prima TV Italia |
| -- | --------------------------------------------------- | ---------------------------------------- | ----------------- | --------------- |
| 1  | U-F-Ohh Jeannie                                     | Gli extraterrestri di Cocoa Beach        | 16 settembre 1968 |                 |
| 2  | Jeannie and the Wild Pipchicks                      | Jeannie e i dolcetti pazzi               | 23 settembre 1968 |                 |
| 3  | Tomorrow Is Not Another Day                         | Domani non è un altro giorno             | 7 ottobre 1968    |                 |
| 4  | Abdullah                                            | Abdullah, il nipote di Jeannie           | 14 ottobre 1968   |                 |
| 5  | Have You Heard the One About the Used Car Salesman? | Il rivenditore d'auto usate              | 4 novembre 1968   |                 |
| 6  | Djinn, Djinn, Go Home                               | Il peggiore amico dell'uomo              | 11 novembre 1968  |                 |
| 7  | The Strongest Man in the World                      | L'uomo più forte del mondo               | 18 novembre 1968  |                 |
| 8  | Indispensable Jeannie                               | Il genio indispensabile                  | 25 novembre 1968  |                 |
| 9  | Jeannie and the Top Secret                          | Jeannie e l'agente segreto               | 2 dicembre 1968   |                 |
| 10 | How to Marry an Astronaut                           | Come sposare un astronauta               | 9 dicembre 1968   |                 |
| 11 | Dr. Bellows Goes Sane                               | Il dottor Bellows rinsavisce             | 16 dicembre 1968  |                 |
| 12 | Jeannie, My Guru                                    | Jeannie il Guru                          | 30 dicembre 1968  |                 |
| 13 | The Case of My Vanishing Master: Part I             | Il mio padrone è scomparso - 1ª parte    | 6 gennaio 1969    |                 |
| 14 | The Case of My Vanishing Master: Part II            | Il mio padrone è scomparso - 2ª parte    | 13 gennaio 1969   |                 |
| 15 | Ride 'Em Astronaut                                  | L'astronauta cowboy                      | 27 gennaio 1969   |                 |
| 16 | Invisible House for Sale                            | Vendesi casa invisibile                  | 3 febbraio 1969   |                 |
| 17 | Jeannie, the Governor's Wife                        | Jeannie, la moglie del Governatore       | 10 febbraio 1969  |                 |
| 18 | Is There a Doctor in the House?                     | Il Bello Addormentato                    | 17 febbraio 1969  |                 |
| 19 | The Biggest Star in Hollywood                       | La più grande stella di Hollywood        | 24 febbraio 1969  |                 |
| 20 | The case of Porcelain Puppy                         | Il Caso del Cucciolo di Porcellana       | 3 marzo 1969      |                 |
| 21 | Jeannie for the Defense                             | Il mio Avvocato è un Genio               | 10 marzo 1969     |                 |
| 22 | Nobody Loves a Fat Astronaut                        | Un astronauta grasso non piace a nessuno | 17 marzo 1969     |                 |
| 23 | Around the World in 80 Blinks                       | Giro intorno alla Luna                   | 24 marzo 1969     |                 |
| 24 | Jeannie-Go-Round                                    | Ma chi sei Veramente?                    | 7 aprile 1969     |                 |
| 25 | Jeannie and the Secret Weapon                       | Agnese, l'arma segreta                   | 14 aprile 1969    |                 |
| 26 | Blackmail Order Bride                               | Il Ricatto                               | 12 maggio 1969    |                 |

## Gli extraterrestri di Cocoa Beach
Tony e Roger sono intenti a sperimentare una sorta di disco volante, quando inaspettatamente arriva a bordo anche Jeannie, causando così non pochi problemi.

## Jeannie e i dolcetti pazzi
Jeannie fa assaggiare dei dolcetti fatti dalla madre a Tony. Essi provocano a chi li mangia, momentaneamente, una forza incredibile. Dopo che li assaggeranno anche il Dr. Bellows e il Colonnello Finch, Tony e Roger saranno costretti a prendere la ricetta e a fare decine di dolcetti, che inaspettatamente, in seguito, causeranno la fuoriuscita dei sentimenti nascosti, come l'amore della Finch verso Tony e la pazzia di Roger e del Dr. Bellows. In tempo bisogna fermare il carico mandato a Washington dal generale Peterson.

## Domani non è un altro giorno
Roger sbaglia nel dire la data a Jeannie, che gli procura il giornale dell'indomani. Jeannie e Tony lo devono trovare prima che accada un incidente, ma Roger ha in programma altri piani: massaggi in palestra e puntate all'ippodromo usando i risultati pubblicati sul giornale del giorno dopo.

## Abdullah, il nipote di Jeannie
Jeannie bada al nipote, figlio di suo fratello e sua cognata i geni del sultano, perché loro sono in vacanza. Quando lei deve sostituirli, dal sultano, tocca a Tony e Roger a badare al genio junior stando attenti alla visita del Dr. Bellows, preoccupato per il "finto" raffreddore di Tony.

## Il rivenditore di auto usate
Jeannie demolisce accidentalmente l'auto di Tony, e cercando di portarla a riparare ne combinerà un'altra delle sue. Intanto il cugino dei Bellows si innamora di lei, diventata la cugina kansassiana di Tony.

## Il peggior nemico dell'uomo
Un cane Yorkshire terrier arriva a casa di Tony, proprio mentre lui arriva lì con la Sig.ra Bellows che se ne innamora, e il cucciolo non è molto amico dell'uomo. Il cane da subito dimostra che ha dei poteri e che è il cane di Jeannie, Djinn Djinn. Però in seguito Amanda lo trova nel parco e se lo prende, mentre Tony e Roger vanno alla NASA per un esperimento, ma Jeannie vuole riprenderselo, con l'aiuto di Tony, Roger, il Dr. Bellows e il Gen. Peterson, sbranati perché era rimasto nell'ufficio del terzo.

## L'uomo più forte del mondo
Tony e Jeannie sono al cinema, hanno appena visto un film sulla vita di Ali Baba' e all'uscita la bella Jeannie viene importunata da alcuni teppisti.

## Il genio indispensabile
Il Dr. Bellows mette a prova la compatibilità di Tony e Roger, facendoli vivere come coppia a casa del primo. Inizialmente le cose vanno bene, anche se Roger non rispetta molto gli accordi con Tony, ma l'intervento di Jeannie causa qualche problema...

## Jeannie e l'agente segreto
In occasione dei 3 anni in cui sono insieme, Tony e Jeannie si scambiano regali (rispettivamente uno scaldabottiglia per lei e una vista meravigliosa delle Cascate del Niagara per lui) e il padrone promette al genio di passare una giornata insieme. Ma una chiamata dalla NASA sconvolge i piani.

## Come sposare un astronauta
La sorella di Jeannie torna e vuole dare consigli a lei come conquistare un uomo. E inoltre diventa il genio e la fidanzata di Roger.

## Il Dr. Bellows sta bene
Dopo l'ennesimo rapporto sulle anomalie che riguardano Tony, il Gen. Peterson licenzia il Dr. Bellows e assume il Dr. Cornec. Ma Tony, Roger e Jeannie rivogliono Bellows e cercano di farlo riassumere.

## Jeannie il guru
Tony accompagna una diciassettenne hippie a casa, quando scopre che lei abita vicino a casa sua e che è la figlia di un nuovo severo generale. Lei, Suzy, scopre dell'esistenza di Jeannie e che sa fare le magie, esclamando che è un guru, e minaccia Tony di raccontare il segreto se non la farà sposare con l'hippie Arnold, molto detestato però dal generale.

## Il mio padrone è scomparso (prima parte)
Il Dr. Bellows spedisce via Tony, impedendogli di avvisare Roger e Jeannie, e lo rimpiazza con un impostore, ignaro dei poteri di Jeannie e costretto a cucinare per la cena con Roger.

## Il mio padrone è scomparso (seconda parte)
Il falso Tony e il Dr. Bellows vanno a casa Nelson per confermare le assurdità viste dal primo. Nel frattempo anche Roger, dopo aver parlato via TV con il vero Tony, corre da Jeannie per rivelare l'imbroglio, intenta a sposarsi con il falso Tony.

## L'astronauta cowboy
Mentre Jeannie viene nominata milionesima cliente di un supermercato, e come tale diventerà la regina e riceverà dei premi, Tony rifiuta di fare l'annunciatore al rodeo di Cocoa Beach, lasciando il posto al Dr. Bellows. Ma due cowboy, insieme a Roger e al direttore del supermercato, irrompono da Tony e decretano Jeannie anche regina del rodeo e spettatrice d'onore.

## Vendesi casa invisibile
Tony vuole sistemare il giardino, intanto Jeannie ne combina un'altra delle sue...

## Jeannie, la moglie del Governatore
Jeannie prova a persuadere Tony per farlo candidare come governatore, questo anche per convincerlo a sposarla. Roger li aiuta. Ma Jeannie non sa una caratteristica del futuro di Tony...

## Il Bello Addormentato
La madre di Jeannie fa un incantesimo a Tony: ogni volta che qualcuno fischia lui si addormenta. Jeannie e Roger cercano di aiutarlo e la prima cerca di annullare l'incantesimo, ma qualcosa va storto.

## La più grande stella di Hollywood
Tony deve scegliere una giacca per il suo viaggio ad Hollywood con Roger e il Dr. Bellows. Quando Jeannie lo scopre, lo implora di portarla con sé...

## Il Caso del Cucciolo di Porcellana
Jeannie decide di fare una magia: trasformare ogni materia organica in porcellana. I guai arrivano quando il cane di Jeannie, Djinn Djinn, arriva da lei.

## Il mio avvocato è un genio
Tony viene multato e poi truffato in una piccola città, in entrambe le occasioni accompagnato da Roger, e Jeanne va in loro soccorso.

## Un astronauta grasso non piace a nessuno
La sorella di Jeannie costringe la NASA a cacciare Tony dal programma spaziale facendogli credere che sia fisicamente e mentalmente inadatto.

## Giro intorno alla Luna
Sapunto che Tony ha il raffreddore, Jeannie cerca di riportarlo a terra dalla missione spaziale per curarlo. Ma prende l'astronauta sbagliato.

## Ma chi sei Veramente
Roger convince Tony ad andare all'inaugurazione di un night club, insieme ai Bellows e a Jeannie. Ma la sorella di Jeannie le mette un'altra volta i bastoni tra le ruote, mettendo in ridicolo Tony al night.

## Agnese, l'arma segreta
Nonostante Tony e Roger siano contrari, Jeannie li aiuta a costruire un velivolo, Agnese. Ma combina di nuovo un sacco di guai, cedendola ad un bambino, figlio di un disoccupato che cerca di riscattarsi creando giocattoli che però mai funzionano. L'ideatore di Agnese intanto si mette contro Tony e Roger, mentre il Dr. Bellows si crede di nuovo pazzo.

## Il Ricatto
Dopo una settimana di festa in tutti gli USA, in onore degli astronauti (specialmente di Tony e Roger, che faranno una cena alla Casa Bianca e una conferenza a Cocoa Beach), qualcuno ricatta Tony: un reporter fintosi idraulico che ha messo cimici dovunque in casa sua, che arriva anche a mettergli in casa una falsa moglie e dei falsi figli.